# Llano del Maipo

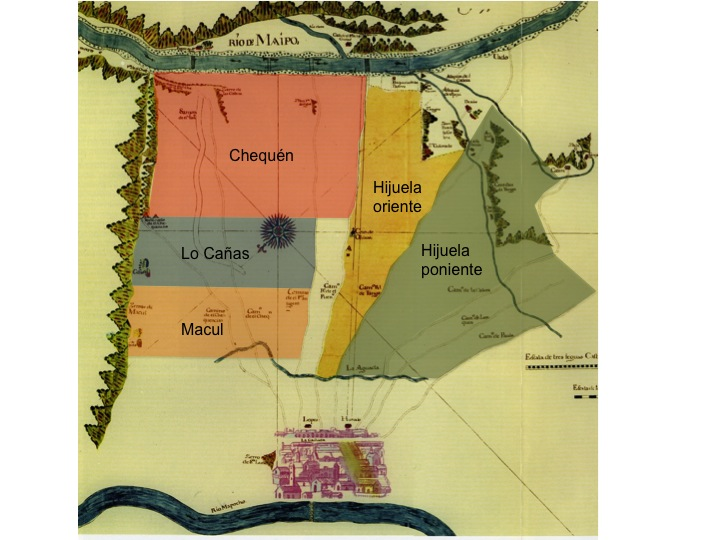
Esquema del Llano del Maipo con sus principales haciendas y chacras. En rojo la hacienda del Chequén o del Peral (actual comuna de Puente Alto) de la Compañía de Jesús, en plomo la Hacienda de Lo Cañas, en naranja la Hacienda de Macul, en amarillo y verde hijuelas oriente y poniente de las Tierras de Lepe

Se denomina Llano del Maipo o Tierras de Lepe a las tierras ubicadas en la parte sur de la ciudad de Santiago de Chile, Chile. Su localización exacta era entre el río Maipo (límite sur), el Zanjón de la Aguada (límite norte), el camino real del Puente Nuevo o actual avenida Santa Rosa (límite oriente) y  el camino real de Talagante (límite poniente).

## Historia
Estas tierras fueron donadas por el Gobernador de Chile don Luis Fernández de Córdoba y Arce  en 1627 a don Mateo de Lepe. Los descendientes de don Mateo de Lepe subdividieron estas tierras en una hijuela o sección oriente y otra hijuela poniente. La hijuela poniente fue denominada posteriormente Hacienda de San Nicolás de Tango o Chena (incluyendo dentro de su área al cerro de Chena) y fue vendida por los herederos de José de Lepe y Córdova (nieto de Mateo de Lepe) en 1732 a don José de Perochena y Álvarez de Toledo casado con doña Francisca Javiera Gutiérrez de Espejo y Morrillo (hija de Pedro Gutiérrez de Espejo y Puga, a su vez dueño de la hacienda vecina de lo Espejo). La hijuela oriente fue adquirida en 1801 por don Pedro del Villar García a herederos de Santiago de Lepe y Toro (a su vez nieto de José de Lepe y Córdova). La parcelación de esta última hijuela en 1821 fue el origen de varias comunas de Santiago Sur, incluyendo entre ellas la comuna de la Cisterna (chacra de don Ramón Cisternas de la Torre), comuna de San Ramón (Chile) (chacra de don Ramón Castro), comuna de La Pintana (chacra de don Manuel Pinto Díaz), comuna el Bosque (Chile) (chacra de don Manuel José Miranda y de don Domingo de Eyzaguirre, siendo este último quien plantó un bosque de álamos en sus tierras, del cual derivó el nombre de toda la zona) y comuna de La Granja (Chile) (chacra del Convento de la orden Franciscana).